# Assala Nasri
Assala Mostafa Hatem Nasri(arabiska:أصالة مصطفى حاتم نصري) , även stavat som Asala, Asalah och Assalah, född den 15 maj 1969 i Damaskus , Syrien, är en Syrisk artist. 

## Privatliv
Assala har fyra barn, två med hennes förste make Ayman Al Dahabi  och de två andra är tvillingar med hennes andre make Tarek AlAryaan.